# بویکین (جورجیا)

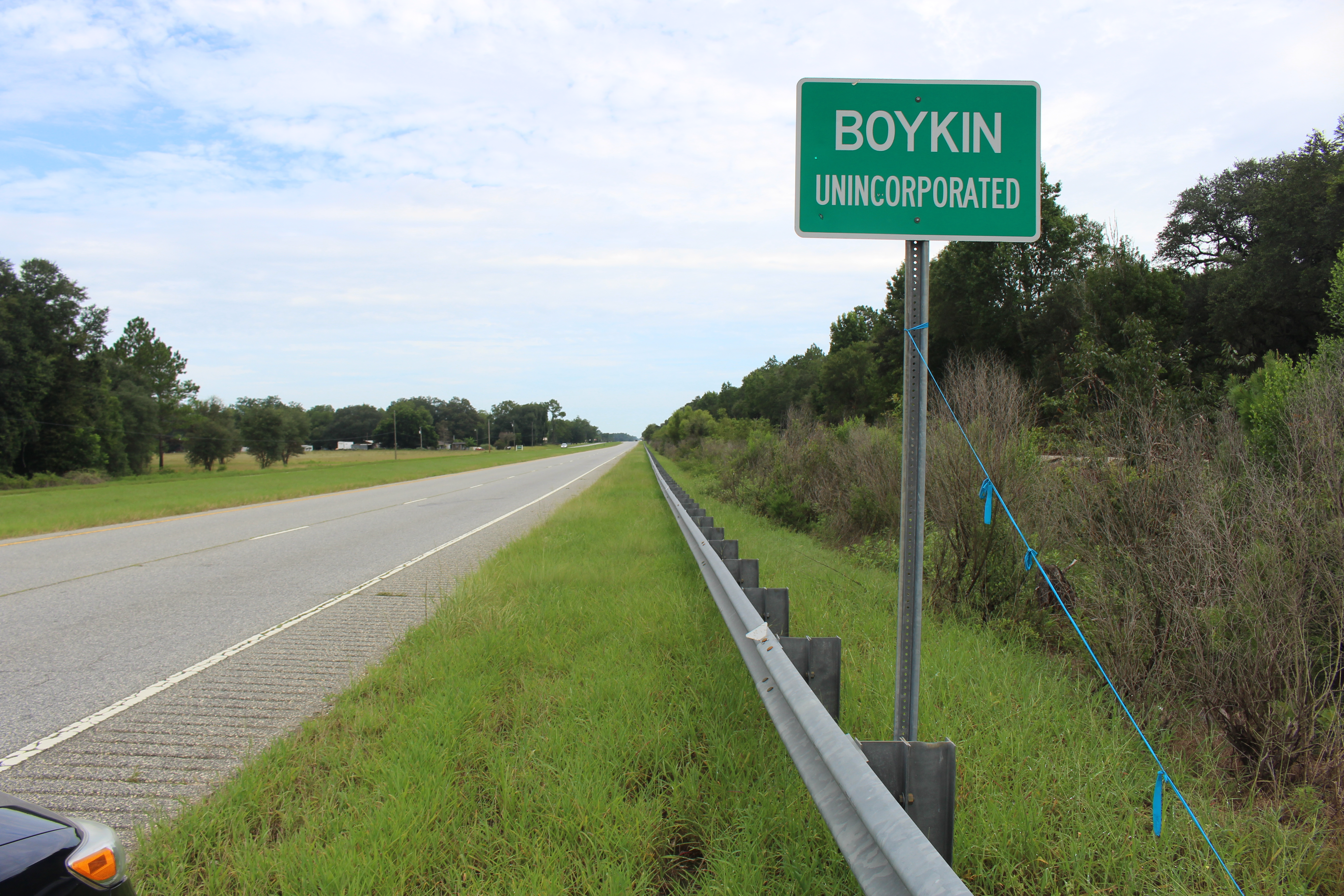
علامت محدوده بویکین در اتوبان ۲۷ ایالات متحده آمریکا GA1

بویکین، جورجیا (انگلیسی: Boykin, Georgia) محدودهٔ ثبت شده در شهرستان میلر، جورجیا که در کنار شاهراه اتوبان ۲۷ ایالات متحده آمریکا قرار دارد.